# Укић
Давид Укић (Прокупље, 2002), познатији као само Укић, српски је репер.

## Дискографија

### Албуми
- ЕП: А мама (2023)

### Синглови
- А ти? (2022)
- BMWICA (2022)
- А ту? (2022)
- Оне воле мене (2022)
- О да (2022)
- Пола пет (2022)
- Црна ајкула (2022)
- Скупа етикета (2022)
- Вутра (2022)
- Акила гас (2023)
- Динеро (2023)
- Амиго (2023)
- Пола града (2023)
- Тотално (2023)
- Тензија (2023)
- На мапи (2023)
- Дијамант (2024)